# بريانكا شوبرا
بريانكا تشوبرا (وُلدت في 18 يوليو 1982) (بالهندية: प्रियंका चोपड़ा) (بالإنجليزية: Priyanka Chopra)‏ هي ممثلة ومغنية هندية، فازت بلقب ملكة جمال العالم عام 2000. أصبحت بريانكا واحدة من أعلى الممثلات أجرًا في بوليوود، وأحدى أبرز الشخصيات في الهند، حصلت على العديد من الجوائز، منها جائزة الفيلم الوطني لأفضل ممثلة وجائزة فيلم فير في خمس فئات.
وُلدت في جمشيدبور لوالدين كانا يعملان كأطباء في الجيش الهندي، مما جعل العائلة تنتقل بشكل متكرر خلال طفولتها. رغم ذلك، فهي تعتبر باريلت موطنها الأصلي. عاشت بريانكا فترة من مراهقتها مع خالتها في الولايات المتحدة. في عام 2000، شاركت في مسابقة ملكة جمال الهند، حيث احتلت المركز الثاني، ثم فازت بلقب ملكة جمال العالم 2000، بالإضافة إلى لقب ملكة جمال آسيا وأوقيانوسيا. أصبحت بذلك الهندية الخامسة التي تفوز بالمسابقة.
على الرغم من رغبتها في دراسة الهندسة أو الطب النفسي، قررت بريانكا الانضمام إلى صناعة السينما الهندية بعد فوزها في مسابقات ملكات الجمال. بدأت مسيرتها السينمائية في فيلم "تاميزان" عام 2002، ثم توالت أفلامها الناجحة مثل "البطل" و"أنداز" التي حققت نجاحًا كبيرًا.
حازت بريانكا على إشادة نقدية كبيرة لدورها في فيلم "أيتراز" عام 2004. وبحلول عام 2006، أصبحت واحدة من أبرز الممثلات في السينما الهندية من خلال مشاركتها في أفلام ناجحة مثل "كريش" و"دون". لاقت تشوبرا إشادة واسعة لأدائها في فيلم "فاشون" عام 2008، الذي شكل نقطة تحول في مسيرتها بعد سلسلة من الأفلام التي لم تحقق النجاح المتوقع.
قدمت بريانكا أداءً متميزًا في أدوار متنوعة مثل شخصية امرأة مشاكسة في فيلم "كاميني" عام 2009، وسفاحة في فيلم "عفو عن سبعة قتلة" عام 2011، وامرأة تعاني من التوحد في فيلم "بارفي" عام 2012، وملاكمة في فيلم "ماري كوم" عام 2014.
بالإضافة إلى التمثيل، شاركت بريانكا في عروض المسرح، واستضافت برنامجًا واقعيًا على شاشة التلفزيون، وكتبت أعمدة صحفية، كما شاركت في أنشطة خيرية، وعينت سفيرة للنوايا الحسنة لحقوق الأطفال في اليونيسف في 10 أغسطس 2010.
أطلقت أول أغنيتها "في مدينتي" عام 2012، ثم أصدرت أغنيتها الثانية "إكزوتيك" عام 2013، والتي لاقت نجاحًا في الولايات المتحدة وكندا.

## النشأة
وُلدت بريانكا تشوبرا في 18 يوليو 1982 في مدينة جمشيدبور، ولاية بيهار (أصبحت اليوم جزءًا من ولاية جهارخاند)، لأبوين هما أشوك تشوبرا ومادو، وكلاهما أطباء في الجيش الهندي. ينتمي والدها إلى العرق البنجابي، بينما والدتها من ولاية جهارخاند. لديها شقيق يُدعى سيدهارث يصغرها بسبع سنوات. أما من جهة العائلة الممتدة، فإن الممثلات بارنيتي تشوبرا، وميرا تشوبرا، ومانارا هنّ بنات عمومتها.
بسبب طبيعة عمل والديها في الجيش، تنقلت العائلة بين عدة مدن هندية، مثل دلهي، بيون، لكناو، باريلي، لاداخ، شانديغار، وأمبالا. درست في مدارس عدة، من بينها مدرسة لامارتينير للبنات في لكناو، ومدرسة سانت ماريا غوريتي في باريلي. وقد ذكرت في إحدى مقابلاتها أنها لم تجد أي مشكلة في التنقل المستمر بين المدن والمدارس، بل اعتبرته فرصة للتعرف على الثقافة الهندية المتنوعة.
من بين الأماكن التي عاشت فيها، تحتفظ تشوبرا بذكريات جميلة عن طفولتها في وديان ليه في شمال الهند الباردة. هناك عاشت مع عائلتها في مخابئ الجيش، حيث كان والدها يخدم في تلك المنطقة الصحراوية. تقول بريانكا عن تلك الفترة: «كنت في الفصل الرابع عندما كنا في ليه، وكان أخي قد وُلد للتو، وكنت أستمتع بلعبنا في وادي ليه، واعتدنا على السباق إلى أعلى تل كان يُستخدم لمراقبة الوادي». تعتبر بريانكا باريلي موطنها الحالي، حيث تحافظ على علاقاتها القوية هناك.
في سن الثالثة عشرة، انتقلت إلى الولايات المتحدة للعيش مع خالتها، حيث درست في مدارس في نيوتن، ماساتشوستس، وسيدار رابيدز، أيوا. كما شاركت في عروض مسرحية، ودرست الموسيقى الكلاسيكية الغربية والغناء الكورالي ورقص الكاثاك. كانت تشوبرا الهندية الوحيدة في صفها التي تم اختيارها للمشاركة في مجموعة دولية للقطع الموسيقية. رغم ذلك، كانت تشوبرا في بداية حياتها المهنية تطمح أن تصبح مهندسة برمجيات أو طبيبة نفسية جنائية، بدلاً من أن تكون ممثلة.
خلال فترة مراهقتها في أمريكا، واجهت تشوبرا تحديات تتعلق بالتمييز العنصري والتنمر، وقالت: "كنت طفلة خرقاء، شعرت بتدني في تقديري لذاتي، كوني جئت من طبقة متوسطة متواضعة." ومع ذلك، تمكنت من التغلب على هذه التحديات طورت مظهرها وثقتها بنفسها.
في سن السابعة عشرة، عادت تشوبرا إلى الهند بعد أن أكملت دراستها الثانوية في مدرسة الجيش العامة في باريلي. في هذه الفترة، فازت بلقب "ملكة مايو" في مسابقة محلية، مما جذب إليها الأنظار وأدى إلى قيام عائلتها بوضع حواجز حول منزلهم لحمايتها من المعجبين. إثر ذلك، سجّلت والدتها اسمها في مسابقة ملكة جمال الهند لعام 2000، حيث احتلت المركز الثاني، قبل أن تفوز بلقب ملكة جمال العالم في نفس العام في لندن. كانت تشوبرا خامس هندية تفوز بهذا اللقب، والرابعة في خلال سبع سنوات.
تركت تشوبرا دراستها الجامعية بعد فوزها بلقب ملكة جمال العالم لتغمر نفسها في عالم السينما، حيث بدأت في تلقي عروض أدوار في أفلام. رغم أنها لم تكن تمتلك خلفية في التمثيل، اعتبرت نفسها امرأة عصامية في مجال الفن. وقد تخلت والدتها طبيبة النساء الشهيرة في باريلي عن مهنتها لدعم ابنتها في مسيرتها المهنية.
في حياتها الشخصية، كانت تشوبرا قريبة جدًا من والدها، الذي توفي في يونيو 2013. وفي عام 2012، وضعت وشم على جسدها يحمل عبارة "فتاة أبيها المرحة" بخط يده. كما كانت تحافظ على علاقات وثيقة مع عائلتها، بما في ذلك شقيقها الأصغر سيدهارث، إذ كانوا يعيشون في شقق متجاورة.

## المسيرة الفنية

### بداية ظهورها (2002-2004)

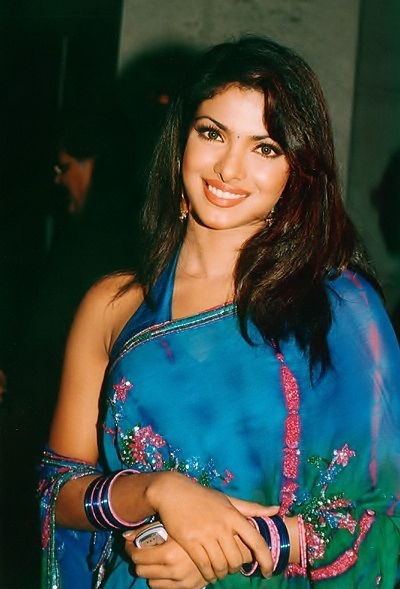
تشوبرا في الاحتفال بفيلم أيتراز عام 2003

بعد فوزها بالمسابقة العالمية لملكة جمال الهند، أخذت تشوبرا البطولة النسائية في الفيلم الرومانسي هومراز (2002) للمخرج عباس مستان- حيث كان الظهور الأول لها في الأفلام. وعلى الرغم من ذلك، فشل الفيلم لأسباب متعددة: لقد ذكرت تشوبرا بأن الإنتاج قد تعارض مع جدولها، بينما أوضح المنتجون أنهم أعادوا الترتيب لأن تشوبرا قد أخذت على مختلف الالتزامات الأخرى. كان ظهورها الأول على الشاشة في الفيلم التأميلي تاميزان 2002 حيث لعبت دور الحبيبة المفضلة للبطل الذي قام به فيجاي. وقد أُثني على الفيلم لما يتمتع من طرافة وحوار على الرغم من افتقار شخصية تشوبرا للعمق. هذا وقد أكد موقع رديف دوت كوم - موقع الأخبار والترفيه الهندي، أنها أظهرت: لا للوعد". وفي عام 2003، أدت تشوبرا البطولة النسائية الثانية والظهور لأول مرة في أفلام بوليوود أمام صني ديول وبريتي زينتا في فيلم أنيل شارما- البطل: قصة حب جاسوس. وقوفًا ضد سقوط الجيش الهندي في كشمير، يحكي الفيلم قصة وكيل ومعركته ضد الإرهاب. كان هذا الفيلم واحدًا من أفلام بوليوود الأعلى ربحًا في ذلك العام، ولكنه لاقى ردود أفعال متباينة من النقاد. وفي وقت لاحق من ذلك العام ظهرت تشوبرا في فيلم أنداز للمخرج (راج كانوار) الذي كان ناجحًا، مع أكشاي كومار، وللمرة الثانية تشارك تشوبرا دور البطولة النسائية (تلك المرة كانت مع الظهور الأول لـ لارا دوتا). لعبت تشوبرا دور الفتاة الشابة المرحة التي تقع في الحب مع شخصية كومار. ونتيجة لأدائها الفني استحقت جائزة فيلم فير لأفضل ممثلة ظهور أول (موازاة مع دوتا)، وترشحت للفوز بجائزة فيلم فير لأفضل ممثلة مساعدة. وأشارت صحيفة هندوستان تايمز إلى البريق الذي جلبته تشوبرا للدور؛ وأشاد لها كونال شاه سيفي وذكر بأن لديها" كل الصفات لتكون نجمة". كانت أول ثلاثة انطلاقات لتشوبرا في عام 2004: خطة، كيسمان، آسامبهاف ولكنهم لم يحققوا نجاحًا كبيرا على شباك التذاكر. في أثناء هذه الفترات المبكرة قامت تشوبرا مثل "حاصل فاتن" في أدوار- يعتبرها الناقد السينمائي جوجيندر توتيجا، "قابلة للنسيان". وفي وقت لاحق من العام، شاركت تشوبرا دور البطولة مع سلمان خان وأكشاي كومار في الفيلم الكوميدي الرومانسي موسي شادي كاروجي للمخرج ديفيد داوان، الذي أصبح ثالث فيلم رابح لتلك السنة وحقق نجاحًا تجاريًا يصل إلى 570 مليون روبية هندية عالميًا (أي ما يعادل 9 ملايين دولارًا أمريكيًا).
في أواخر عام 2004، شاركت دور البطولة أمام كومار وكاترينا كابور في فيلم أيتراز للمخرج عباس مستان. كان ذلك أول دور خصم البطل حيث قامت بدور شخصية سونيا روي- امرأة طموحة التي اتهمت موظفها بالتحرش الجنسي. كان ذلك الدور «أكبر تجربة تعلمتها من حياتها المهنية». حقق الفيلم نجاحًا على نحو معتدل على شباك التذاكر،  ولاقى أداء تشوبرا هتافًا نقديًا كبيرًا. فقد قال الكاتب بهاتاشاريا بأن لها الفضل في إعادة دور الفاتنة (التي تغري الرجل) مرة أخرى إلى الشاشة الفضية. وأوردت الهندوستان تايمز بأنه الفيلم الذي غيّر مجرى حياتها الفنية بشكل كبير. وكتب ناقد أدبي إلى هيئة الإذاعة البريطانية (بي- بي- سي) «أيتراز هو فيلم بريانكا تشوبرا، فمثلما يبدو الشر شهيًا عندما تجعل المرأة همها هو إثارة شهوة الرجل وجذبه لطعم صنارة الإغواء، فإن تشوبرا تتشرب كل مشهد تظهر فيه بسحرها المغناطيسي على الشاشة.» وعليه حازت على جائزة فيلم فير لأفضل أداء في دور سلبي (والمعروفة أيضًا بجائزة أفضل خصم للبطل)،  لتصبح بذلك ثاني وآخر ممثلة تفوز بالجائزة بعد كاجول(حيث توقفت هذه الفئة في عام 2008). حازت تشوبرا أيضًا على ترشيح آخر للفوز بجائزة أفضل دعم ممثلة لأدائها.

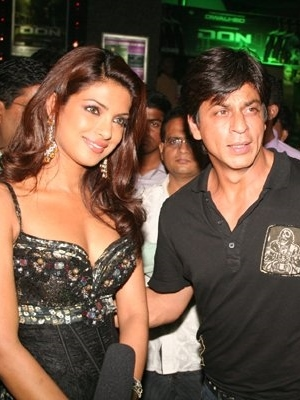
تشوبرا مع النجم شاه روخ خان في العرض الأول من فيلم دون

### النجاح والإخفاق الباكر (2005- 2008)
في عام 2005، ظهرت تشوبرا في ستة أفلام، منهم الابتزاز، كرم، ويقين لم يحققوا نجاحًا تجاريًا. وتعتبر شيليا بهارتان أير- من موقع رديف دوت كوم، أن فيلم الابتزاز يمكن جدًا التنبؤ به، واعتقدت أن دور تشوبرا زوجة مفوض الشرطة كان محدودًا للغاية وذلك من منظور التمثيل. ونتيجة لأدائها في فيلم يقين، كتب تاران أدارش أن تشوبرا«اتجهت للفوز بالأمجاد مرة أخرى... وأن الممثل يظهر كواحد من أفضل المواهب في هذه الأوقات سريعة التغير.» لعبت تشوبرا دور زوجة أكشاي كومار في فيلم وقت: سباق مع الزمن الذي يحكي قصة رجل أعمال صغير (لعب دوره أميتاب باتشان) الذي يخفي مرضه لأنه يريد أن يعلم ابنه غير المسئول دروسًا قبل وفاته. أثناء إنتاج الفيلم زارت تشوبرا ليه مرة أخرى- حيث قضت أفضل أيام الطفولة، وذلك لإطلاق أغنية «صوباه هوجي». وقد تعرضت لحادث أثناء تصوير أغنية «دو مي أ فافور ليتس بلاي هولي» عندما تكهربت وقضت يومًا تتعافى في المستشفى. حقق الفيلم نجاحًا متوسطًا على شباك التذاكر. كانت الانطلاقة التالية لها الفيلم الرومانسي بارسات للمخرج سانيل دارشان، وشارك في بطولته بوبي ديول وبيباشا باسو، وقد خفق الفيلم نقديًا وتجاريًا في الهند،  ولكنه كان أفضل حالًا في الأسواق الخارجية. لاقى أداء تشوبرا آراء متباينة؛ فيصفه تاران أدارش بأنه «آلي». على الجانب الآخر يعتبرها موقع رديف دوت كوم أنها «خير مثال للذكاء الهادئ الذي أدى بدورها إلى حد الكمال.»
في وقت لاحق من ذلك العام، وضعها روهان سيبي مع ابهيشيك باتشان، ريتيش ديشموخ، ونانا بيتكار في الفيلم الكوميدي بلوفماستر!. لعبت تشوبرا دور سيمران ساكسينا- المرأة العاملة المستقلة، (الحبيبة المفضلة لـ باتشان). وفقًا للناقد سوبهاش ك. جها: «تشوبرا لديها القليل لتفعله. ولكنها تفعله بمزيد من الثقة بالنفس اللافتة للنظر.» بعد بداية عام 2006 مع ظهورها الخاص في ثلاثة أفلام، قامت تشوبرا ببطولة فيلم كريش (تكملة لفيلم الخيال العلمي كوي... ميل غايا عام 2003) للمخرج راكيش روشان، مشاركة البطولة مع هريثيك روشان، ريخا، ونصر الدين شاه حيث قامت بدور صحفية تليفزيونية شابة تخطط للاستفادة من شاب برئ ذو قدرات بدنية رائعة، ولكنها تقع في حبه في نهاية المطاف. كان الفيلم ثاني أعلى الأفلام ربحًا في تلك السنة في الهند، وتجاوزت إيراداته 1,17 مليار روبية هندية (18 مليون دولار أمريكي) عالميًا محققًا بذلك مكانة انقلابية ضخمة.
كان فيلمها القادم هو الفيلم الكوميدي الرومانسي آب كي خطير للمخرج دهارميش دارشان، الذي شاركت بطولته مع أكشاي خانا، أميشا باتل، ودينو موريا. لم يتلقى الفيلم أو أداء تشوبرا أي استحسان. فقد ذكرت سوكانيا فيرما من موقع رديف دوت كوم أن تمثيل تشوبرا لدور أنو «رسم بطريقة شاذة»، ولم تكن شخصيتها ثابتة:«في البداية كانت ميالة للتقشر، ثم أصابها البرود، وأخيرًا ذات إحساس مرهف.»
كانت آخر انطلاقة لتشوبرا من عام 2006 فيلم الأكشن دون (طبعة جديدة من فيلم عام 1978 الذي يحمل نفس الاسم) للمخرج فرحان اختار، شاركته مع شاه روخ خان. قامت تشوبرا بدور روما (الذي لعبت دوره زينات آمان في الفيلم الأصلي) التي تنضم إلى عالم الجريمة للانتقام من دون الذي قتل شقيقها. تلقت تشوبرا التدريب على فنون الدفاع عن النفس الذي تطلبه الدور منها في الفيلم، وأنجزت عملها المثير. حقق الفيلم نجاحًا كبيرًا على شباك التذاكر في الهند وخارجها، مع إيرادات وصلت إلى 1,05 مليار (16 مليون دولار أمريكي). وقال راجا سين من موقع رديف دوت كوم أن تشوبرا نجحت في تصوير شخصية روما بصورة مقنعة «البحث عن امرأة مختصة في عمل كل شيء.»
في عام 2007، أخذت تشوبرا بطولة فيلمين: أولهما كان سلام عشق من إخراج نيخيل أدفاني، هو كوميديا رومانسية من ستة فصول مع طاقم الممثلين. ظهرت تشوبرا أمام سلمان خان في الفصل الأول مثلما كان في فيلم كاميني، امرأة تستعد لتصبح نجمة وممثلة تحاول أخذ دور البطولة في فيلم كاران جوهر عن طريق وسيلة التحايل الإعلانية. أشاد الناقد السينمائي- سوكانيا فيرما، موهبتها الكوميدية وخاصةً انطباعاتها عن مينا كوماري، نرجس، ومادبالا. أثبت كلا الفيلمين سلام العشق وفيلمها المقبل- الأخ الأكبر (بيج برازر)، عدم نجاح في شباك التذاكر المحلي.
في عام 2008، شاركت تشوبرا دور البطولة أمام هارمان باويجا في فيلم قصة حب 2050 من إخراج والده. لعبت تشوبرا دورًا مزدوجًا، لذلك لونت شعرها مرتين؛ مرة باللون الأحمر لتقوم بدور فتاة من المستقبل، وتارة باللون الأسود لكونها فتاة من الماضي. لم يتلق أدائها إشادة من النقاد؛ فلم يعجب راجيف ماساند بكيمياء تشوبرا مع البطل، ولاحظ أن شخصيتها «فشلت في إثارة العاطفة أو الوجدان.»
ظهرت بعد ذلك في الكوميديا جود توسي جريت هو، حيث قامت بدور مراسلة تليفزيونية أمام سلمان خان، سهيل خان، وأميتاب باتشان. وبشكل عام كان يُنظر إلى الفيلم أنه مسروق من الفيلم الكوميدي بروس أول مايتي الذي أنتجته هوليوود. على الرغم من أن الكاتب والمخرج رومي جعفري قد زعم أنه يكون «حكاية قرية شعبية حول براهمة.»
شاركت تشوبرا بعد ذلك دور معلمة رياض أطفال في شامكو أمام بوبي ديول وعرفان خان. ولعبت دور سونيا في فيلم الخيال الخارق- درونا، من إخراج غولدي بيهل أمام ابهيشيك باتشان وجايا باتشان. تعرض فيلم درونا للنقد على نطاق واسع وذلك لاستخدامه المفرط لمؤثرات خاصة، ليصبح بذلك فيلم تشوبرا السادس على التوالي الذي يفشل في كل من شباك التذاكر ونقديًا. على الرغم من أن سوكانيا فيرما من موقع رديف دوت كوم قد ذكر أن تشوبرا أظهرت مهارات بطلة العمل بشكل مقنع. نظر النقاد بشكل عام في هذا الوقت أن حياتها المهنية قد انتهت.

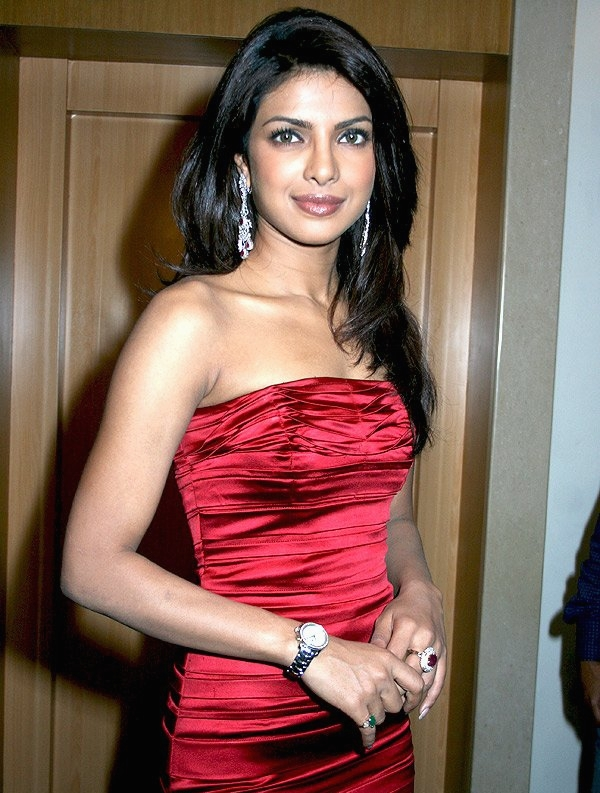
تشوبرا في إطلاق مجلة فيلمفير في نوفمبر 2008

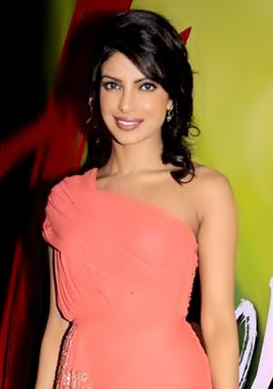
تشوبرا في الإطلاق التسجيلي من فيلم "العفو عن سبعة قتلة 2011": تلقي أدائها في الفيلم إشادة من النقاد و(من بين الانتصارات الأخرى) قدم لها جائزة النقاد فيلم فير لأفضل ممثلة.

### الإشادة النقدية (2008-2011)
انتهت سلسلة الأفلام الفقيرة حينما قامت تشوبرا ببطولة فيلم فاشون للمخرج مادهور بهنهاركار، الذي يتناول صناعة الموضة الهندية التي تتبعت حياة ومسيرة العديد من عارضات الأزياء. مثلت تشوبرا دور مغنة ماتهور- أكبر عارضة أزياء طموحة، ذلك الدور الذي اعتبرته في بداية الأمر غير ذات صلة بتعمقها، ولكن بعد تفكير دام ستة أشهر، قبلته وذلك تشجيعًا من بهنهاركار وثقته بها.
أثناءالإنتاج روجت الوسائل الإعلامية إشاعات بأن تشوبرا تحرم نفسها من الطعام لإنقاص الوزن لتصبح بذلك مثل عارضات الأزياء الأخرى. وقد أوضحت تشوبرا بأن الدور يتطلب زيادة 6 كيلوجرامات (13 lb)، وبمعدل ثابت تخلصت من الوزن مثلما تطورت الشخصية في الفيلم. وقد ذكرت أنها حصلت على تلك البنية خلال شهرين من التدريب على الشاطئ ومن خلال النظام الغذائي المنتظم. وقالت:
أحب دائمًا أن أعمل على شخصيتي. وذلك هو سبب عملي في فيلم واحد في المرة الواحدة. ففي
فيلم فاشون، تم اختياري للقيام بدور شخصية جسمها متناسق، لذلك تتبعت نظامًا غذائيًا صحيًا دون أن أمتنع عن طعامي أو أي شيء آخر... لم يكن الهدف هو الحصول على جسم نحيف على الإطلاق، إنما فقط الحصول على جسم متناسق. فأنا أظن أنك لست بحاجة للنحافة لتصير جميلًا. ولكنني أؤمن أن السيدة الهندية ستصبح رهيبة الشكل حينما تحاول فقدان الشهية. فنحن (السيدات الهنديات) بطبيعتنا أصحاء، وبهذا لا أعني شهواني... ولكن، بلى لقد أُعطينا شكل ذو نوع خاص وحجم متناسب، وحصلنا على كل المراتب الرفيعة. ففي محاولتنا الحصول على الجسم النحيف للغاية، فنحن بذلك نسير ضد الطبيعة.
أشاد النقاد كل من الفيلم وأداء تشوبرا، وحصلت على العديد من الجوائز من بينهم: جائزة الفيلم الدولي،  وجائزة فيلم فير، وجائزة الأكاديمية الدولية للفيلم الهندي، وجائزة الشاشة، وجائزة نقابة النجوم لأفضل ممثلة. وكتب راجيف ماساند:«قامت تشوبرا بأداء جدير بالاحترام، أداء يتحتم عليه أن يصبح أفضل ما صنعت.» وذكر كريتي فيرما من الهيدلاينز الهندية أن: «بريانكا تشوبرا ببساطة هزت الوسط الفني. تحولها من فتاة شانديغار البسيطة إلى أكبر عارضة أزياء طموحة ومن ثم إلى فتاة مدافعة، كان ممتازًا وفوق التصور.»
أثبت فيلم فاشون بأنه نقطة تحول في مشوار تشوبرا الفني. فقد حقق الفيلم ربحًا صافيًا وصل إلى 600 مليون روبية هندية (9 مليون دولار أمريكي)،  وقد ذُكر أنه كان ناجحًا تجاريًا على الرغم من ارتكازه حول المرأة وغياب البطولة الذكرية. أوضحت تشوبرا في استعادة للأحداث الماضية:«أن فيلم فاشون كان فعليًا نقطة بداية... عملية سيطرة بطولة المرأة في الأفلام. أما اليوم، فهناك كثير من الأفلام الأخرى التي تضم العديد من البطولات النسائية.»
كان آخر فيلم لـتشوبرا من ذلك العام هو الفيلم الكوميدي الرومانسي دوستانا للمخرج تارون مانسوخاني، مشاركة مع أبهشيك باشكان وجون أبراهام. تدور أحداث الفيلم في ميامي، ويحكي قصة صداقة بينها وبين رجلين آخرين يزعمون الفرحة لمقاسمتهم شقة معها. لعبت تشوبرا دور نيها- المحررة الشابة الأنيقة في مجلة فاشون، التي تحاول أن تتعامل مع الضغوط المهنية في حياتها. أنتجت شركات دارما ذلك الفيلم الذي كان ناجحًا ماليًا، وحقق ربحًا عالميًا فاق الـ 860 مليون روبية هندية (14 مليون دولار أمريكي)،  وقد لاقى أداء تشوبرا وحسن مظهرها الإعجاب.
في العام التالي، لعبت تشوبرا دور امرأة مهاراتي مشاكسة تدعى سويتي في فيلم كاميني من إنتاج كابر للمخرج فيشال بهاردواج (مشاركة البطولة مع شاهيد كابور). يحكي الفيلم عن الأخوة التوأم ورحلة في حياتهم استغرقت 24 ساعة ارتبطت بالعالم السفلي. على الرغم من ظهورها في ثمانية مشاهد فقط،  أكسبها دورها العديد من الجوائز والترشيح من بينهم: ترشيح ثان لجائزة فيلم فير لأفضل ممثلة،  وجائزة أبصارا لأفضل ممثلة دور بطولة (فوزها الثاني على التوالي في تلك الفئة بعد فيلم فاشون).
تلقى الفيلم إشادة من النقاد وحقق نجاحًا على شباك التذاكر مع أرباح إجمالية وصلت إلى 710 مليون روبية هندية (11 مليون دولار أمريكي) في جميع أنحاء العالم. ظن نيخات كاظمي- من جريدة تايمز الهندية، أن دور تشوبرا قد غيرًّها تمامًا. وكتب راجيف ماساند:«جلب السعادة في أبسط مفهوم له هو تشوبرا التي أضافت لحديثها القليل من المهاراتية السلسة وظهرت كواحدة من أكثر الشخصيات المحبوبة في الفيلم.»
ظهرت تشوبرا في وقت لاحق في الفيلم الكوميدي الرومانسي واتس يور راشي؟ للمخرج أشتوش جاواريكر، استنادًا إلى رواية كيميل رافينزوود التي كتبها مادو راي. يصور الفيلم قصة غوجاراتي- مقره الولايات المتحدة، محب للترف والمجون، يبحث عن نصفه الآخر بين 12 فتاة (لعبت تشوبرا دورهن جميعًا) مرتبطة بالـ12 علامات زودياك. تم تقديرها حق التقدير لدخولها موسوعة جينس للأرقام القياسية لكونها أول ممثلة سينمائية تجسد دور 12 شخصية مختلفة في فيلم واحد. ونتيجة لكثرة عملها مثل: التصوير لعدة إنتاجيات، والسفر للتعاقد، والأداء في العروض الحية (بما في ذلك ملكة جمال الهند)، قد أضرها كثيرًا وأثر عليها حيث فقدت الوعي أثناء التصوير ودخلت المستشفى.
في عام 2010، شاركت البطولة مع عدي تشوبرا في الفيلم الكوميدي الرومانسي بيار أمبوسيبل! للمخرج جوجال هانسارج حيث قامت بدور أليشا- فتاة جامعية جميلة (الأم العاملة لاحقًا) التي تقع في حب صبي نردي. وفي وقت لاحق من ذلك العام، شاركت البطولة مع رانبير كابور في الفيلم الكوميدي الرومانسي أنجانا أنجاني للمخرج سيدهارث أناند. تدور أحداث الفيلم في نيويورك ولاس فيغاس، الذي يروي قصة غريبين يحاولان الانتحار حيث يقعان في نهاية المطاف في حب بعضهما البعض. حقق الفيلم نجاحًا تجاريًا متوسطًا،  وتلقى أداء تشوبرا آراء متباينة من النقاد. كتبت سارتيا تانوار من ميد داي: «بريانكا تشوبرا في أفضل عفوية وعرضية قد احتضنت الشخصية تمامًا وجعلتها مقنعة بصورة كلية.» في حين وصف أنوباما تشوبرا دورها بأنه «مصطنع.»
رفضت تشوبرا دور فيدرا في فانتازيا هوليوود فيلم امورتالز للمخرج تارسيم سينغ، لأنه تعارض مع الجدول الزمني لفيلمها الأول من عام 2011- الكوميديا السوداء، العفو عن سبعة قتلة،  للمخرج فيشال بهاردواج، استنادًا إلى القصة القصيرة (أزواج سوزانا السبعة) التي كتبها روسكين بوند. يركز فيلم العفو عن سبعة قتلة على سوزانا أنا ماري جوهانيز- امرأة أنجلو-هندية (لعبت تشوبرا دورها)، التي قتلت أزواجها السبعة في سعي مستمر للحب. أكسبها أدائها جائزة النقاد فيلم فير لأفضل ممثلة، وترشيح ثالث لجائزة فيلم فير لأفضل ممثلة في جوائز فيلم فير الـ 57. أشار نيخات كاظمي أن «فيلم العفو عن سبعة قتلة بدون شك سينتهي بكونه علامة فارقة في خط منحنى حياة تشوبرا المهني، يبرز الممثل إطلالة رائعة على شخصية معقدة التي بالفعل كانت الأولى في السينما الهندية.» وكتب أنيرودا جوها من الأخبار والتحليل اليومي «اتخذت تشوبرا الشخصية التي من شأن معظم المعاصرين أن يخجلوا منها، ومثلتها بطريقة هي الوحيدة القادرة على القيام بها، بالنسبة لامرأة كثيرة الظلال مثل سوزانا، أحدثت تشوبرا رجة في حياة المرء وتألقت في دور لم يسبق له مثيل.»

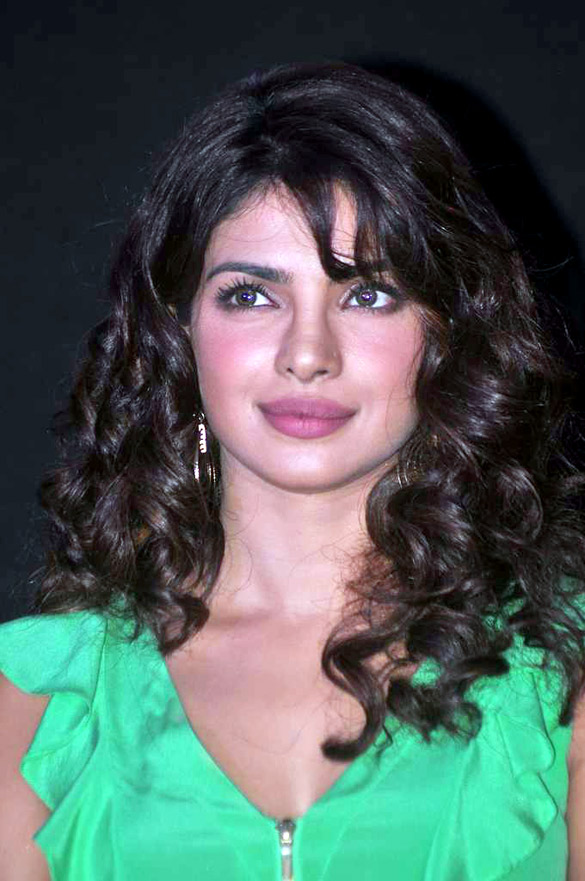
تشوبرا في حدث ترويجي لفيلم بارفي! عام 2012

### النجاح التجاري (2011-2013)
شهدت آخر انطلاقة لتشوبرا من العام قيامها بدور روما في الجزء الثاني من سلسلة أفلام دون- دون2. على الرغم من تباين الآراء تجاه الفيلم،  لاقى أداء تشوبرا ردود فعل إيجابية من النقاد. وفقًا لصحيفة اكسبريس تريبيون :«تشوبرا... تبدو الاختيار الأمثل لبطلة العمل. فعندما تشاهد فوزها من غير جهد على بعض البلطجيين وقطاع الطرق في الفيلم، تدرك أنها ربما تكون السيدة الأولى المناسبة لبطل العمل في بوليوود». حقق فيلم دون2 نجاحًا كبيرًا في الهند وخارجها، وتجاوزت إيراداته 2,06 مليار روبية هندية (32 مليون دولار أمريكي) عالميًا. تم عرض فيلم دون2 في مهرجان برلين الـ 62 السينمائي الدولي،  وفي 2012 (مع دون) في مهرجان الفيلم الدولي بمراكش، في المغرب.
في حوار لها عام 2012 مع صحيفة تايمز الهندية، أعلنت تشوبرا أنها دائمًا :«أريد أن أكون حاصل شخصيات أكثر من مجرد أفلامي»، وقالت أنها تتطلع استحواذ شخصية مثل: أميتاب باتشان، شاه روخ خان، سلمان خان، وايشواريا راي باتشان. وقد لاحظت أنها«أتشرب من الأشخاص الذين أعمل معهم وأريد أن أكون مثلهم»،  واستشهدت بـ ممتاز، مارلين مونرو، وأدري هيبورن لكونهم ملهمين لها في عالم الموضة. كان الفيلم الأول لتشوبرا من عام 2012 فيلم الأكشن اجنيباث للمخرج كاران مالهوترا حيث قامت ببطولته مع هريتيك روشان، سانجاي دوت، وريشي كابور. أنتجه كاران جوهر، كان الفيلم طبعة جديدة لفيلم من إنتاج والده عام 1990 الذي كان يحمل نفس الاسم. في واحدة من عدة الحوادث التي تحدث أثناء الإنتاج، اشتعلت النيران في ليهنجا (طرف ثوب تقليدي) الخاص بتشوبرا أثناء تصوير سلسلة لـ مهرجان جانباتي للأغنية. برزت لفترة قصيرة في دور كالي غاود، الحبيبة الثرثارة لـ روشان في الفيلم. وأشار ماينك شيخار كيف برزت تشوبرا بصورة كبيرة في الفيلم الذي يهيمن عليه الذكور. وقد حطم فيلم اجنيباث الرقم القياسي لأعلى أرباح افتتاحية اليوم في بوليوود وحقق إجمالي 1,93 مليار روبية هندية (30 مليون دولار أمريكي) عالميًا. كانت المشاركة التالية لتشوبرا مع شهيد كابور في الفيلم الرومانسي تيري ميري كاهاني (هذه قصتنا) للمخرج كونال كولي. يروي الفيلم قصص ثلاثة من الأزواج غير ذي صلة (لعب دورهم كل من كابور وتشوبرا) ولدوا في عصور مختلفة. وقد انفتح الفيلم على ردود فعل متباينة من النقاد، ولكن لاقى أداء تشوبرا ردود حسنة بشكل عام.
كان ظهورها الأخير عام 2012 في فيلم بارفي للمخرج أنوراغ باسو، مشاركة مع رانبير كابور وإليانا دي كروز. يروي الفيلم قصة ثلاثة أشخاص- اثنان منهم لديهما إعاقة جسدية، كان ذلك في السبعينيات. لعبت تشوبرا دور جهيلميل تشارترجي- امرأة توحد، تقع في حب رجل أخرس أصم (كابور). وتعتبره ريتبارنو غوش- المخرجة الشهيرة، دور«شجاع جدً، جدًا» لقبوله؛ نظرًا لما يتطلبه من الممثل التجسيد بشكل مقنع دور امرأة تعاني من مرض التوحد. تحضيرًا للدور، زارت تشوبرا العديد من المصحات العقلية، وقضت وقتًا مع الأشخاص الذين يعانون من ذلك المرض. تلقى الفيلم استحسانًا من النقاد، () وحقق نجاحًا تجاريًا وصل إلى 1,75 مليار روبية هندية (27 مليون دولار أمريكي) عالميًا. وتلقت تشوبرا ثناءً بالإجماع على دورها الذي اعتبره النقاد أفضل أداء لها حتى الآن. وقالت مجلة الخدمة الإخبارية الهندية- الآسيوية أن : «بريانكا تشوبرا في قيامها بدور جهلميل- امرأة التوحد، قد سلبت العرض من رانبير، لو كان ذلك ممكنًا. فهويتها البراقة المتأصلة قد اختفت في شخصيتها. فنحن لا نرى على الشاشة الممثلة تشوبرا على الإطلاق! وإنما نرى فقط جهلميل التي تذكرنا بطريقة ممتعة جدًا، بالممثلة سريديفي في الفيلم الهندي صدمة. كان ذلك الدور من أكثر الأداء التي لا تشوبه شائبة من إعاقة جسدية- نفسية ظهرت على شريط سينمائي.» وأشار براتيم د. غوبتا من التلغراف أن رانبير وبريانكا أصبحوا اثنين من أرقى العروض التي ظهرت على الشاشة الهندية. وتلقت تشوبرا ترشيحًا آخر لجائزة فيلم فير لأفضل ممثلة. وتم عرض الفيلم في بوسان ومهرجانات مراكش السينمائية الدولية. وتم اختياره لـ دخول الهند لـ جوائز الأوسكار 85. وقد أخذت أفلام مثل: دون2، اجنيباث، وبارفي ترتيبًا من بين أعلى أفلام بوليوود ربحًا في كل العصور.
كانت أول إطلالة لـ تشوبرا في عام 2013، فيلم ديوانا - للمخرج ك. سي. بوكاديا، وقد تأخر كثيرًا حيث تم تصويره منذ ما يقرب من عقد من الزمان في وقت سابق. وتلقى نقدًا لاذعًا ويرجع السبب الأساسي وراء ذلك إلى الشعور بتأخره الكثير. وافقت تشوبرا على ظهور خاص في فيلم إطلاق النار في وادالا في أغنية بعنوان«بابلي بادماش هاي» حيث كانت الأيتم رقم واحد. وظن الملحن الموسيقي أنو مالك، والمخرج سانجاي غوبتا أن تشوبرا قد تكون قادرة على «إعادة سحر زينات امان وبارفين بابي» على الرغم من ترددها في القيام بذلك، ولم توافق إلا بعد ستة أشهر من الاقتناع. في اختيار أول أغنية خاصة بها، كانت تشوبرا مشددة على الكلمات والصور وفي ذلك عارضت استخدام الكلمات المبتذلة والظهور عارية في العرض، كما أنها رفضت الأغاني من مختلف الملحنين قبل قرار اختيار العدد المناسب. ثم بعد ذلك قدمت صوتها لشخصية اشاني- حاملة لقب بطل واجهة آسيا من الهند، والحبيبة المفضلة للبطل الرئيسي في فيلم طائرات الذي أنتجته استوديوهات ديزني للرسوم المتحركة وهو مستلهم من فيلم سيارات عام 2006، وأيضًا تكملة الفيلم في فيلم سيارات2 عام 2011. احتفظت تشوبرا (التي وصفت نفسها بأنها طيبة القلب) باللهجة الأصلية والهندية لتتجنب اللهجة الهندية المبالغ فيها. حقق الفيلم نجاحًا على شباك التذاكر وصل إلى ما يقرب من 220 مليون دولارًا أمريكيًا في جميع أنحاء العالم. مثلت تشوبرا شخصية فئة من الفتيات الهنديات الأصل المقيمات بالخارج اللواتي يعيش حياة الترف والمجون، في فيلم الأكشن ذو اللغتين زنجير (طوفان في التليجو) للمخرج أبورفا لاخيا. كان الفيلم طبعة جديدة من الفيلم الهندي 1973 الذي يحمل نفس الاسم، حيث تلقى ردود فعل سيئة من النقاد، ولم يحقق نجاحًا على شباك التذاكر.
كررت تشوبرا بعد ذلك دور بريا في فيلم كريش3 للمخرج راكيش روشان، الذي كان تكملة لفيلم البطل الخارق كريش عام 2006، كان ذلك مع هريثيك روشان، فيفيك أوبري، وكانجانا رانوت. لاقى الفيلم ردود فعل إيجابية على الرغم من أن النقاد رأوا أن دور تشوبرا كان صغيرًا. علقت ساريتا أ. كانوار كتابةً إلى جريدة الأخبار والتحليل اليومية أن:«كانت تشوبرا مثقلة بدور لا يستحقها، فهي تستحق دور أكبر منه.» ومع ذلك، أشار كومال ناهتا أنه على الرغم من الدور المحدود الذي حصلت عليه، فهي«تعمل بمزيد من الإخلاص، وتقوم حقًا بعمل جيد.» أصبحت الصورة واقعة حقيقية نادرة على شباك التذاكر محققةً مكاسب تجاوزت 3 مليارات روبية هندية (47 مليون دولارًا أمريكيًا) في جميع أنحاء العالم، لتصبح بذلك أكبر نجاحات تشوبرا التجارية حتى الآن، بجانب النجاحات الأربعة التي حققتها في العامين الماضيين. ظهرت أيضًا في ايتم نمبر بعنوان«رام شاهي ليلا» للمخرج سنجاي ليلا بهنسالي في فيلم«مسرحية من الرصاص: رام ليلا». وقد شهدت الأغنية- التي استغرقت أربعة أيام للتدريب عليها، تنفيذ تشوبرا لستايل الـ موجرا العصري حيث مزجت خطوات رقص معقدة.

### من 2014 حتى الآن
في عام 2014، لعبت تشوبرا دور البطولة في الفيلم الدراما الرومانسية والأكشن «جونداي» من إنتاج ياش راج فيلم وإخراج علي عباس ظفر، ويشاركها البطولة كل من رانفير سينغ وأرجون كابور وعرفان خان. هي جسدت شخصية نانديتا التي تعمل راقصة في كباريه في كلكتا. ويعرض الفيلم -الذي تدور أحداثه في السبعينيات من القرن العشرين - قصة أعز صديقين يقعا في حب شخصية تشوبرا. وكان الفيلم موضع تقدير من النقاد؛ فقد ذكر روهيت كيلناني في مجلة «انديا توداي» أن تشوبرا«تستمر في المفاجأة بأداء رائع آخر.»  جونداي أثبت نجاحه الساحق على شباك التذاكر محققًا إيرادات تفوق المليار روبية هندية (مما يعادل 16 مليونًا دولارًا أمريكيًا) في جميع أنحاء العالم. وبعد ذلك ظهرت في فيلم «ماري كوم» الذي أنتجه سانجاي ليلا بهنسالي لشركة «فياكوم 18 موشن بيكتشرز». ويحكي الفيلم عن السيرة الذاتية لماري كوم، بطلة العالم في الملاكمة خمس مرات وصاحبة الميدالية البرونزية الأولمبية. وتحضيرًا للدور، فقد أمضت تشوبرا وقتًا مع كوم وتلقت أربعة شهور من التدريب على الملاكمة. وعرض الفيلم لأول مرة في مهرجان تورونتو السينمائي الدولي لعام 2014, وحظى الفيلم بآراء إيجابية من النقاد وأشاد النقاد بأداء تشوبرا. وشعرت أنوباما تشوبرا التي تعمل لصالح صحيفة «هندوستان تايمز» بأن أداء تشوبرا هو الذي أكسب الفيلم الصدى الرنان، وراجيف مساند الذي يعمل لصالح قناة أخبار التلفزيون الهندي باللغة الإنجليزية «السي إن إن» كتب أن «تشوبرا غيرت نفسها جسديًا وأيضًا استطاعت ببراعة أن تنقل إحساسي الغضب والضعف الذان تطلبهما تجسيد الدور.» حقق فيلم «ماري كوم» نجاحًا تجاريًا؛ فقد تجاوزات إيراداته 1.04 روبية هندية (مما يعادل 16 مليونًا دولارًا أمريكيًا على شباك التذاكر العالمي). وفازت تشوبرا بجائزة الشاشة وجائزة نقابة منتجي الأفلام والتليفزيون أبسارا لأفضل ممثلة عن هذا الفيلم.
واعتبارًا من يناير/كانون الثاني عام 2015، فقد أكملت تشوبرا العمل في فيلم الدراما العائلية للمخرجة زويا اختر«ديل داداكنا دو»، ويشاركها البطولة فرحان اختر ورانفير سينغ وأنوشكا شارما. وهي تصور فيلم تاريخي من النوع الرومانسي الدرامي لبهنسالي «باجيراو ماستاني»، ويشاركها البطولة رانفير سينغ وديبيكا بادكون، ووستظهر فيه تشوبرا بدور ثانوي مجسدة شخصية كاشيباي. وبالإضافة إلى ذلك، فهي ستلعب دور الراقصة التي دخلت عالم السياسة في فيلم الدراما السياسي لمدهور باندآركار«مدامجي» والذي سيمثلها بصفتها منتجة لأول مرة، كما أنها ستمثل دور الشرطية في فيلم «جانآجل 2» لبراكاش جها، وهو تتمة لفيلم الإثارة السياسي«جانآجل» الذي صدر عام 2003. وقد وقعت تشوبرا أيضًا عقدًا مع «أي بي سي ستوديوز» لتقديم برنامج أمريكي تليفزيوني قادم. وفي فبراير/شباط عام 2015، اختيرت لتمثل في الحلقة التجريبية للدراما التليفزيونية «كوانتيكو».

## مشوارها الفني في الموسيقي

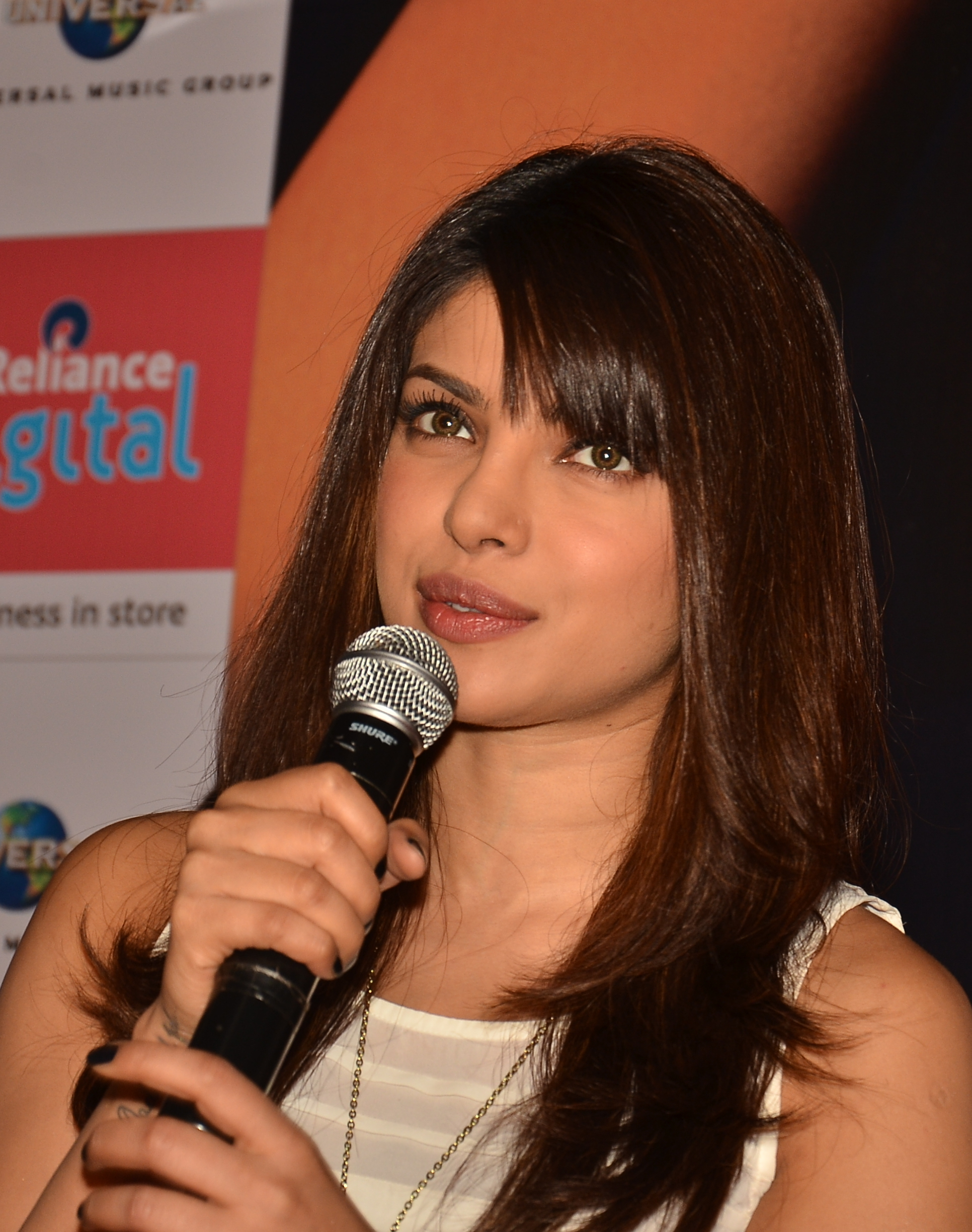
تشوبرا تروج لأغنيتها "في مدينتي" في ديجتال ريلاينس ستور" في مومباي.

الشخصية الأكثر تأثيرًا في حب تشوبرا للموسيقى كان والدها الذي وصفته بأنه : «مغني استثنائي» وهو الذي ساعدها على تنمية اهتمامها بالغناء. ووظفت تشوبرا موهبتها الصوتية في أوائل مسيرتها في مسابقات ملكات الجمال. أول تسجيل لها هو أغنية «أولاذاي كيلادا» في الفيلم التاميلي «ثاميزان» (2000), وتم تسجيل الأغنية بتشجيع من مخرجها وشريكها في البطولة فيجاي الذي قد لاحظ موهبتها بالغناء أثناء تصوير الفيلم. ورفضت تشوبرا الغناء بتقنية «البلاي باك» لأغنية «تينكا تينكا» في فيلم «كرم» (2005)؛ لأنها فضلت التركيز على عملها بالتمثيل، ولكنها بعد ذلك غنت الأغنية لايف في البرنامج التليفزيوني «سا ري جا ما با». وسجلت تشوبرا أغنية لم تصدر لفيلم «بلوفماستر!»(2005). في أغسطس/آب 2011، تعاقدت كل من مجموعة يونيفرسال الموسيقية وشركة «ديسيهيتس» مع تشوبرا على اتفاقية عالمية النطاق لتسجيلات الأغاني. وأوضحت الاتفاقية أن أول ألبوم إستديو لها كان من المفترض أن تصدره شركة إنترسكوب ريكوردز في أمريكا الشمالية وشركة آيلاند ريكوردز في أماكن أخرى. وأول أغنية قدمتها بتقنية «البلاي باك» في بوليوود هي «تشيارو» في فيلم «ماري كوم» (2014).
وفي يوليو/تموز 2012، أصبحت تشوبرا نجمة بوليوود الأولي التي وقعت عقدًا مع وكالة الترفيه والرياضة «وكالة الفنانين المبدعين» (كريتيف آرتيستس إيجنسي) بلوس أنجلوس. وعندما سافرت تشوفرا إلى الولايات المتحدة للعمل في ألبومها، تعاونت مع سام واترز وماثيو كوما وجاي شون. الألبوم الذي تنتجه ريدوان،  من المقرر صدوره في 2013 . أول أغنية سينجل لها هي «في مدينتي» التي عرضت لأول مرة في الولايات المتحدة في 13 سبتمبر/أيلول 2012 لإعلان تجاري في برنامج «كرة القدم ليلة الخميس» (ثرزداي نايت فوتبول) الذي ثبته الشبكة التليفزيونية «إن إف إل»، وتم ذلك بعد 12 ساعة من عرض الأغنية كاملة لأول مرة في الهند؛  فاستخدمت نسخة مختصرة للأغنية لافتتاح كل برامج الموسم. وفقا لتشوبرا، تميزت أغنية «في مدينتي» بمشاركة مغني الراب ویل.آي.أم؛ وطبقًا لتشوبرا بصفتها كاتبة مشاركة لكلمات الأغنية ، فالأغنية مستلهمة من طفولتها غير المستقرة ورحلتها من مجرد فتاة من مدينة صغيرة إلى نجمة مشهورة. وكان الاتجاه الغالب أن تكون أغنية «في مدينتي» الأغنية رقم واحد على موقع تويتر بعد عدة دقائق من صدورها. تباينت آراء النقاد تجاه الأغنية، وحققت الاغنية نحاجًا تجاريًا ساحقًا في الهند؛ فقد بيع منها أكثر من 130.000نسخة في أسبوعها الأول، محتلة الصدارة في شارت «أغاني البوب الهندية» وتم التصديق عليها لمرتبة «البلاتين الثلاثي»  أما في الولايات المتحدة لم تكن الأغنية ناجحة؛ فوفقًا لنظام تتبع المعلومات والمبيعات «نيلسن ساوندسكين»، كان عدد التنزيلات الرقمية من تطبيق آي تيونز هو 5000 في أسبوعها الأول، ولم تتلقى قبولا إذاعيًا. في أكتوبر/	تشرين الأول 2012, كانت الأغنية السبب في فوزها بجائزة "the Best International Debut award" في برنامج «جوائز الهند بناءً على اختيار الجمهور». في ديسمبر/ كانون الأول 2012، تلقت تشوبرا ثلاث ترشيحات: أفضل فنانة، أفضل أغنية، وأفضل فيديو عن أغنيتها «في مدينتي» في برنامج جوائز الموسيقى العالمية. [165] كما تلقت جائزة «تريل بليزر» من جمعية جنوب آسيا للإعلام والتسويق والترفيه لأنها أصبحت أول من يفوز بعقد صفقة كبيرة لتسجيل الأغاني في الولايات المتحدة الأمريكية من ممثلي بوليوود. وكانت تشوبرا أيضا فنانة مشاركة في أغنية «إيريس»، وهي أغنية بتقنية موسيقى الرقص الإلكترونية أنتجها الثنائي الأمريكي «ذا تشينسموكارز» وهم من مقدمي أغاني الدي جي ومنتجين.
في يوليو/تموز2013، صدرت الأغنية السينجل الثانية لتشوبرا "اجزوتيك" بمشاركة مغني الراب الأمريكي بيتبول كما صدر للأغنية أيضًا فيديو كليب. وترشحت أغنية "اجزوتيك" لتصبح رقم في16 سباق "شارت لأغاني الرقص/ الإلكترونية" الذي تعده مجلة" بيلبورد "، ورقم 11 في "شارت لأغاني الرقص/ الرقمية الإلكترونية" الذي تنظمه المجلة نفسها في العدد الذي صدر للمجلة بتاريخ 27 يوليو/تموز 2013. أصبحت الأغنية أيضًا رقم74 على" شارت 100 هوت الكندية".و أصبحت " اجزوتيك" رقم 44 على" شارت " بيلبورد هوت 100 لأغاني الرقص في النوادي الليلية " وتم بلوغ الذروة عندما أصبحت رقم 12. في 22 إبريل /نيسان 2014، صدرت أغنيتها السينجل الثالثة "لا أستطيع أن أجعلك تحبني "، وهي أغنية مقلدة لأغنية بوني رايت  وصدر فيديو للأغنية في 30 أبريل/نيسان 2014. وبلغت الأغنية الذروة عندما أصبحت رقم 28 على شارت " بيلبورد هوت لأغاني الرقص/ الإلكترونية". وتبرعت تشوبرا بصوتها للغناء في فيديو كليب لأغنية جون لينون "تخيل". تم إنشاء هذا الفيديو في إطار حملة عالمية من اليونيسيف للاحتفال بالذكرى السنوية الخامسة والعشرين لاتفاقية حقوق الطفل، وذلك بمشاركة المغنيين الآخرين، كيتي بيري، وإدريس إلبا، ونيكول شيرزينغر، وذا بلاك آيد بيز، وویل.آي.أم، ورومر ويليس.

## أعمال أخرى

### التليفزيون وعروض المنصة

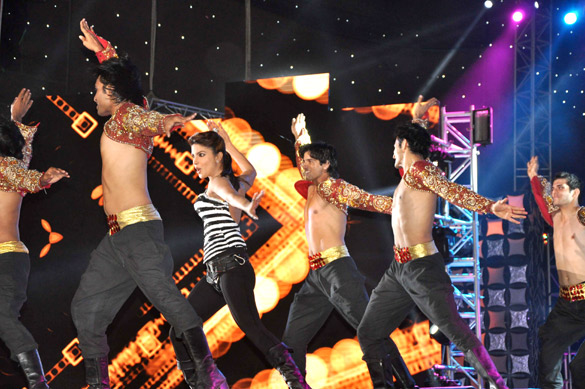
تشوبرا تقدم عرضًا في حفل افتتاح الموسم الخامس من الدوري الممتاز الهندي في تشيناي.

في عام 2007، كانت تشوبرا عضوًا في لجنة التحكيم في مسابقة ملكة جمال الهند. وقد صرحت:«مسابقة ملكة جمال الهند ستبقى دائمًا ذو مكانة خاصة لدي؛ فهنا بدأ كل شيء بالنسبة لي، وربما كان سينتهى الأمرهنا لو لم أكن فزت بالتاج.» وقدمت قروضًا أيضًا في مسابقة ملكة جمال الهند في عامي 2009 و2013، وكانت عضوًا في لجنة التحكيم في مسابقة ملكة جمال العالم عام 2009. وفي عام 2010، تم استضافتها في الموسم الثالث في برنامج أرض الخوف أو بالهندية «كاترون كيه كيلادي» الذي عرض على قناة الكالرز تشنال، لتتولي زمام الأمور بعد المضيف السابق أكشاي كومار. والمتسابقين- خلال 2012 استضافتها في سلسلة هذا البرنامج- قالوا أن تشوبرا تحولت إلى ديكتاتور يمسك بالسوط بصرامة ليدير دفة الأمور بحزم وأنها كانت لا تكد ولا تمل في دفع المتسابقين للعمل. وقد وظفت تشوبرا أفضل ما لديها من مهارات وأعمال جرئية مثيرة عازمة على إثبات أنها جديرة بأن تنافس أكشاي كومار الذي تم استضافته في الموسمين السابقين. ومعدلات التقييم الأولية للبرنامج فاقت معدلات تقييم الموسمين السابقين. لاقى البرنامج مدح النقاد،  ونال جائزة "Indian Telly Awards" لكونها الأكثر تاثيرًا عند ظهورها لأول مرة على شاشة التليفزيون. قامت تشوبرا بزيارة لقوات الجنود الناشئين (قوات جوان) في أروناجل برديش في شرق الهند لتصوير حلقة خاصة من برنامج «جاي جوان» الذي يعرض على قناة إن دي تي في للاحتفال بالذكرى السنوية الستين لاستقلال الهند.
وقد شاركت تشوبرا في عدد من الحفلات الموسيقية ومراسم التكريم.و شاركت في الجولة الموسيقية حول العالم "temptations 2004"، وقدمت 19 عرضًا مسرحيًا مع نجوم بوليوود مثل: شاه روخ خان، سيف علي خان، راني موخرجي، بريتي زينتا، وأرجون رامبال. في عام 2011، شاركت مع شاهيد كابور وشاه روخ خان في فعاليات الحفل الموسيقي في ديربان بجنوب أفريقيا للاحتفال بمرور 150 عامًا من الصداقة بين الهند وجنوب أفريقيا. وفي عام 2012، قدمت عرضًا في ملعب الكريكيت إم إيه تشيدامبارام في تشيناي في حفل افتتاح الموسم الخامس من الدوري الممتاز الهندي للكريكيت بمشاركة أميتاب باتشان، سلمان خان، كارينا كابور، ونجمة البوب العالمية كيتي بيري. وقدمت تشوبرا أيضًا عروضًا مع مغنيات الأوبرا المشهورات بعالم بوليوود في حفل الافتتاح لمنح حق امتياز جديد للدوري الممتاز الهندي في صحارا ستوديو. وفي أواخر عام 2012، ألقت كلمة تقدير للصانع الأفلام الراحل ياش تشوبرا في في برنامج «جوائز الهند بناءً على اختيار الجمهور»،  وقدمت عرضًا في الحفل الموسيقي «أهلا بوليوود» الذي أقيم في دبي فيستيفال سيتي بالاشتراك مع سلمان خان، زارين خان، صوفي شودري، راهت فتح علي خان، وسهيل خان .

### كتابة الأعمدة
بدأت تشوبرا كتابة عمود رأي «عمود بريانكا تشوبرا» في صحيفة «هندوستان تايمز» في عام 2009. وبعد عام من كتابتها، صرحت تشوبرا قائلة: «أنا شخص كتوم ولم أكن أتخيل يومًا أني سأستطيع التعبير عن مشاعري، ولكن الغريب أنني كلما جلست لكتابة هذا العمود، فإن معظم أفكاري الداخلية الكامنة هي التي تحتل مركز الصدارة». في مارس/	آذار 2009، التقت بعدد من القراء الذين أفصحوا عن ردود أفعالهم تجاه عمودها الأسبوعي. في أغسطس/آب 2012، كتبت عمودًا نشر في صحيفة تايمز اوف انديا تحت عنوان «لا امرأة في مومباي تشعر بالأمان بعد الآن»؛ ملقية الضوء علي قضية مقتل بلافي بيركايرثا  البالغة من العمر 25 عامًا التي التقت بها أثناء عملها في فيلم دون. في هذا المقال، أعربت تشوبرا عن وجهات آرائها بشأن سلامة النساء في المدن. كتبت تشوبرا: «إن المرأة وحدها هي التي يمكن أن تفهم حجم هذه الجريمة حق الفهم. فهذه المشكلة لها عواقب أكبر بكثير.ونحن لا يمكن أن نسمح لهذا أن يحدث.علينا بأي طريقة أيًا كانت أن نتأكد من أن ما حدث مع بلافي لا يحدث مرة أخرى. نحن بحاجة لتذكير أنفسنا بأننا المرأة اليوم هي مساهمًا حيويًا لنمو الهند الجديدة».
في المقالة التي نشرت في يوليو/تموز 2014 في صحيفة الغارديان، ناقشت ختان الإناث وزواج الأطفال، منتقدة أولئك الذين يمارسونهم. فهي كتبت : «إن هذه الممارسات تنتهك الحقوق الأساسية للفتيات والنساء، وإعاقة التنمية الاجتماعية والاقتصادية التي من شأنها أن تفيد الأطفال والمجتمعات والبلدان.زواج الأطفال وختان الإناث يدمر الطفولة، ويعطل الدراسة، ويترك الفتيات أكثر عرضة للوفاة لأسباب مرتبطة بالحمل، ويسهم في دائرة الفقر.» في 4 ديسمبر/	كانون الأول عام 2014، نشرت صحيفة نيويورك تايمز مقالة رأي بعنوان «ما عرفته جاين أوستن»، كتبتها تشوبرا من نوع المقالات المكتوبة في الصفحة المقابلة للافتتاحية (اختصارها op-ed)، وفي هذه المقالة أشادت تشوبرا بفائزي جائزة نوبل للسلام: ملالا يوسف زي وكايلاش ساتيارثي واقتبست أقوالهم. وصفت تشوبرا كيف أثر فيها حس التعاون عند والديها عندما كانت في التاسعة من عمرها؛ حيث تطوعا بتكريس وقت فراغهما لتقديم الرعاية الصحية الحديثة للفقراء في المناطق الريفية. فقد أوضحت أن سلوك والديها أشغل رغبتها في مساعدة الآخرين. في أواخر عام 2014، بدأت تشوبرا كتابة عمود شهري بعنوان "Pret-a-Priyanka" في مجلةإل (Elle.com). ففي مقال نشر في يناير/ كانون الثاني عام 2015، أعربت عن وجهات نظرها بشأن التنوع، ومناقشة عن كونها مواطنة عالمية.

### الأعمال الخيرية

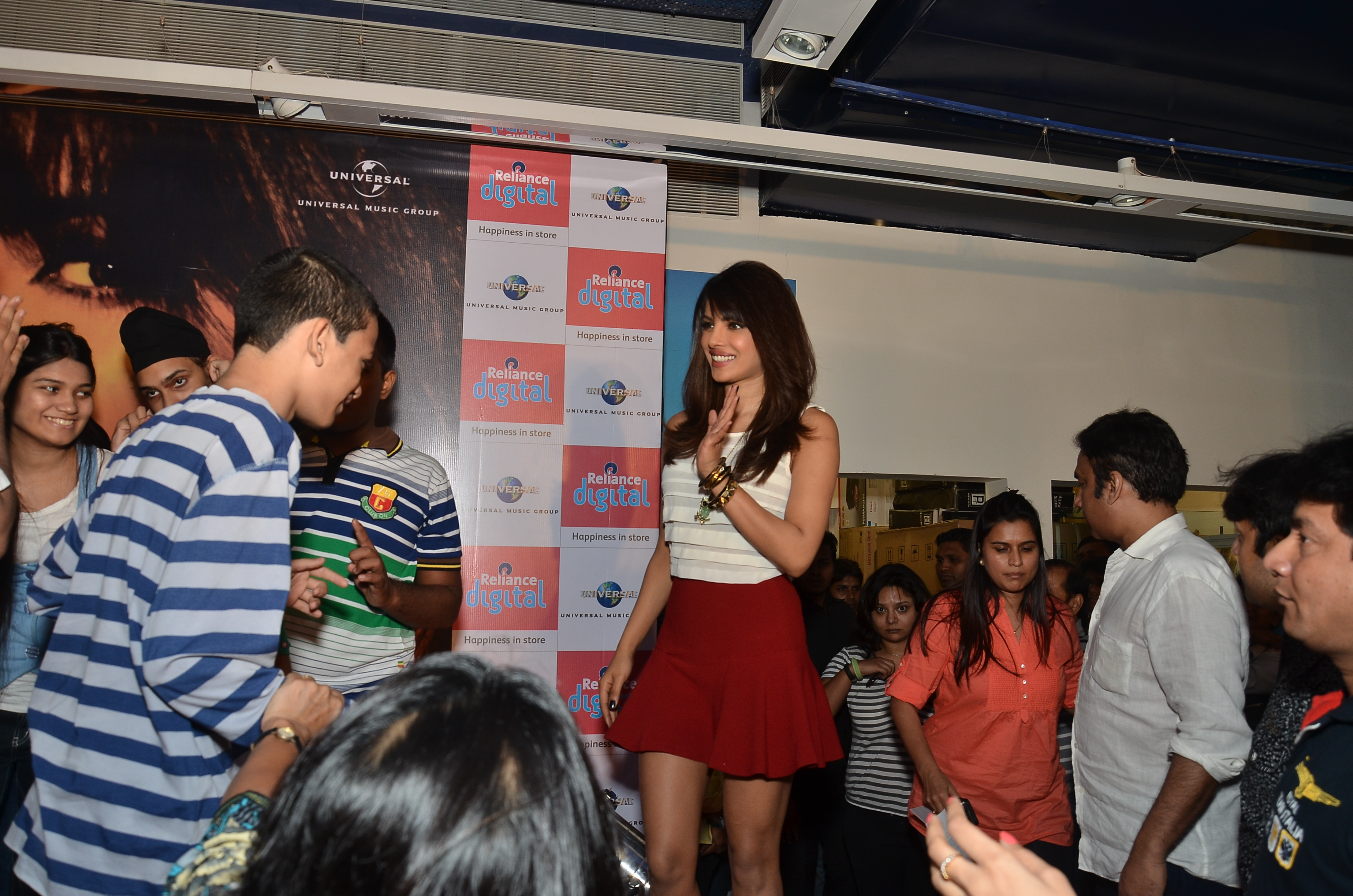
بريانكا تشوبرا في روليانس ديجيتال تقضي وقتا مع أطفال يعانون من طيف التوحد.

تجهر تشوبرا بحديثها عن قضايا المرأة كثيرًا؛ فهي ضد وأد البنات وقتل الأجنة وداعمة لقضية تعليم الفتيات. في عام 2006، تم المزاد الإكتروني على موقع إيباي ل«قضاء يوم مع تشوبرا»، وتم التبرع بعائدات هذا الحدث لحساب إحدى المنظمات غير الحكومية «ناهاي كالي» التي تساعد في عملية تعليم الفتيات في الهند.، كانت تشوبرا واحدة من العديد من المشاهير الذين أنشاوا رسائل ترويجية لحساب مؤسسة "Pearls Wave Trust" التي تناضل ضد العنف وسوء معاملة النساء والفتيات. كما ظهرت تشوبرا في إطلاق حملة بعنوان «انقذوا الطفلة» والتي تهدف إلى تغيير موقف الهنود تجاه الفتيات. وعملت تشوبرا مع منظمة ألامم المتحدة للطفولة - يونيسيف - منذ عام 2008 وذلك من خلال تسجيلها للإعانات الخدمة العامة، ومشاركتها الإعلامية مع بعض المتخصصين لترويج المناقشات التي تعني بتعزيز حقوق الطفل وتعليم الفتيات، ومشاركتها أيضًا في الاحتفال بالذكرى السنوية العشرين لاتفاقية حقوق الطفل. وتم تكليفها لتكون سفيرة اليونيسيف للنوايا الحسنة لدعم حقوق الطفل في 10 أغسطس/آب 2010. وقال ممثل اليونيسف كارين هلشوف عن تكليفها:
بريانكا تشوبرا ... لديها نفس القدر من الاهتمام والحماس المتقد لعملها باسم الأطفال والمراهقين.و نحن فخورون بالعمل الذي قامت به معنا حتى الآن في مجال حقوق الطفل. ونحن متحمسون للغاية بشأن كل ما سنحاول أن نفعله معًا بحيث لا يظل أي طفل متخلفًا عن الركب.
في عام 2012، ألقت تشوبرا كلمة في حدث إطلاق برنامج صحوة الشباب، وهو برنامج لمكافحة الإدمان. تشوبرا من أنصار الجمعيات الخيرية البيئية وهي سفيرة لمبادرة جرينانثون التي روجت لها في قنوات إن دي تي في، وهي مبادرة لدعم المحافظة على البيئة وتحسين إمدادات الكهرباء للقرى الريفية. وظهرت مع الأطفال في فيديو رسوم متحركة لدعم القضية،  وأزالت القمامة من ضفاف نهر يمنا في أغرة لزيادة الوعي بالقضايا البيئية. تبنت تشوبرا نمرة في عام 2011، ولبؤة في عام 2012 في الحديقة البيولوجية بيرسا وذلك بدفعها مبلغ من المال للعناية بالحيوانين لمدة عام.
و ظهرت تشوبرا في عدد من المناسبات لدعم جمعيات خيرية أخرى مثل «حفل ثيليثون للإعانة 2005»، وهي حملة تبرعات عبر التليفزيون لجمع أموال لضحايا زلزال وتسونامي المحيط الهندي 2004. في عام 2009، أطلقت فيلم وثائقي لحساب منظمة «انتبهى يا جمهورية الهند» لزيادة الوعي بالجذام. وعرضت أزياء لحساب عرض الأزياء الخيري الذي ينظمه مصمم الأزياء مانيش مالهوترا ومصممة الأزياء شاينا ان سي لجمع الأموال لصالح جمعية المعونات لمرضى السرطان وهي منظمة غير حكومية. وانطلاقًا من تحفيزها على التبرع بالأعضاء، فقد تعهدت تشوبرا بالتبرع بأعضائها بعد وفاتها  وكانت أحد المتحدثين الرئيسيين في المركز الطبي بجامعة بيتسبرغ لترمز إلي مشاركة بوليوود في الاحتفال بالذكرى السنوية العشرين لبرنامج الجامعة بخصوص زرع الكبد في عام 2012. وفي عام 2013 قامت بالتعليق الصوتي باللغتين الإنجليزية والهندية في الفيلم الوثائقي «نهوض الفتاة» لحساب منظمة تحمل الاسم.

## في وسائل الإعلام
قد وصف النقاد تشوبرا بأنها واحدة من الممثلات الأكثر موهبة في بوليوود. بعد أن لعبت أدوار شخصيات مستقلة وقوية في أيتراز (2004)، وفاشون (2008)، وكاميني (2009)، واتس يور راشى؟ (2009)، والعفو عن سبعة قتلة (2011)، وبارفي!(2012)، حظت تشوبرا بتقدير لبراعتها في قدراتها على تجسيد مجموعة من الأدوار المتنوعة غير التقليدية؛ مما دفع شبكة البث الهندي السي ان ان إلي وصفها بأنها " واحدة من الممثلات الأكثر نفوذًا في الساحة السينمايئة في الوقت الحالي وشخص لا يهاب خوض تجارب أداء أدوار جديدة في عوالم السينما الشعبية. وأطلقت عليها صحيفة تايمز اوف انديا " مغيرة قواعد اللعبة" وأضافت الصحيفة أنها " جعلت تخطت الحدود الفنية الراسخة بين البطل والبطلة وهي شخصية يمكن وصفها ببساطة بال " المرأة التي تستطيع لعب دور البطل الرجل". وتحليل السيرة المهنية لتشوبرا يبرز - كما ذكر موقع بوليوود هونجما – أن بالرغم من مشوار فني دائم التقلبات ... فالفنان الذي بداخلها في نمو دائم مع كل عام يمر. في عام 2012، وصفها الناقد السينمائي سوبهاش كيه . جا بأنها " أفضل ممثلة في جيل ما بعد سريديفي" وصنف دورها في فيلم بارفي! بكونه من أجود الأدوار التي تجسد الشخصية المنهارة داخليًا في بوليوود."  وغالبًا ما تبرز تشوبرا في القائمة السنوية لأفضل ممثلات بوليوود الذي يعده القائمين علي بوابة الويب "Reddif.com". فكانت في المرتبة الثانية في عامي 2006 و2008،  والمرتبة الأولي في عام 2009؛  كما كانت في قائمة "أفضل 10 ممثلات من 2000-2010" المعدة من قبل بوابة الويب السابق ذكرها.
تشوبرا هي واحدة من أعلى الممثلات أجرًا في بوليوود،  وتعتبر واحدة من الشخصيات الأكثر شعبية وشهرة في الهند. وقد أشارت وسائل الإعلام إلى أن قوامها ولون عينيها وشفتيها هم سر سماتها الجسدية المميزة. وقال عنها مصممي الأزياء فيلجوني وشين بيكوك أن بشرتها رائعة وهي تبدو ساحرة في في كل ما ترتديه، سواء كان بيكيني، فستان قصير أو طويل أو حتى ساري". واختارت تشوبرا أن ترتدى أزياء لمصممي الأزياء العالميين مثل جان بول غوتييه وألبرتا فيريتي ولفتت الانتباه إلى مصممي الأزياء الهنود، من خلال ارتداء ثيابهم. تحتل تشوبرا مرتبة عالية ضمن قوائم الهنود المشاهير الأٌقوى والأكثر شعبية والأكثر جاذبية. في الأعوام 2006، 2012، 2014 صنفتها المجلة البريطانية "إيسترن آي" الأولي في قائمتها للنساء الآسيويات الأكثر جاذبية عالميًا،  ظهرت الممثلة على قائمة مجلة فيرف بصفتها واحدة من أقوى النساء في عامي 2009، 2010. احتلت تشوبرا المرتبة الأولى في قائمة تايمز اوف انديا لأكثر50 النساء المرغوب فيهن في عام 2008، واحتلت المرتبة الثالثة في العام التالي. في عام 2011، رشحت مجلة بيبول تشوبرا لتكون المرأة الأكثر تأنق في ملابسها لهذا العام، واختارتها مجلة مكسيم لتكون أكثر امرأة مثيرة لهذا العام. في العام التالي، في دراسة أجرتها شركة "بينستورم"، أُعلنت أنها الشخصية الهندية الأكثر نفوذًا الهندي في حلبة السوشال ميديا.
في دراسة أجرتها المحطة الخاصة برصد وتجميع المعلومات عن الإعلانات في الهند «أندكس انديا»، تم الإعلان أن تشوبرا ملكة سفراء العلامات التجارية في الهند، لتحتل المرتبة الثانية في قائمة سفراء العلامات التجارية لعام 2008 (بعد شاه روخ خان). وفي عام 2012، قال مانيش بوروول الرئيس التنفيذي لشركة «الكمست تالنت سوليوشن» - التي تعني بإيجاد حلول لمشاكل تسويق العلامات التجارية - أن تشوبرا سفيرة للعلامات التجارية جديرة بالثقة ويمكن الاعتماد عليها، والعديد من شركات العلامات التجارية قاموا بتجديد عقودهم معها. ظهرت تشوبرا في الدعاية للعديد من العلامات التجارية، بما في ذلك شركة بيبسي، ونوكيا، وغارنييه، ونستله.و كانت أول امرأة قامت بالدعاية لمنتجات مصنع «هيرو هوندا» الذي ينتج موتوسيكلات ودراجات رجل (سكوتر). ومثل العديد من الممثلات المشهورين، فإنها ظهرت في إعلانات صابون لوكس. وتعرضت تشوبرا ل للانتقاد لمشاركتها مع سيف علي خان ونيها دوبيا في إعلان الذي صدر عام 2008 عن كريم تبييض البشرة من بوندس «وايت بويتي»؛ ففيه تظهر تشوبرا الذي تخسرإعجاب خان بها بسبب دوبيا ذو البشرة الأفتح، لكنها تفوز به مرة أخرى بعد استخدام الكريم الذي جعل بشرتها أفتح. ظهرت تشوبرا على الغلاف الافتتاحي للطبعة الهندية من مجلة مكسيم،  وكانت هي وثلاثة آخرين من ممثلي بوليوود (شاه روخ خان، كاجول ورثيك روشان) قد صنع لهم سلسلة من الدمى المصغرة التي تحمل نفس سماتهم الشكلية لحساب شركة هاسبرو المتخصصة في الألعاب وشركة «بوليوود ليجند كوربوريشن» التي مقرها في الممكلة المتحدة. في عام 2009، أصبحت تشوبرا أول ممثلة هندية تضع طبعة قدمها في متحف سلفاتوري فيراغامو في فلورنسا بإيطاليا، وتلقت حذاءً مصممًا خصيصًا من متحف فيراغامو. في عام 2013، أصبحت أول عارضة أزياء هندية تعرض منتجات الماركة التجارية «جيس»، وقد أطلق عليها المدير التنفيذي ل «جيس» بول مارسيانو لقب «صوفيا لورين الصغيرة». وقالت في وقت لاحق تعاونت مع مغني الراب والمنتج دكتور دري لتعزيز يدق حبوب منع الحمل XL المحمولة المتحدث بلوتوث معها الثالث واحد «أنا لا يمكن جعل كنت تحب لي». وفي وقت لاحق، تعاونت مع مغني الراب والمنتج الموسيقي دكتور دري لتشجيع Beats Pill XL portable Bluetooth speaker بأغنيها السينجل الثالثة «لا استطيع أن اجعلك تحبني». انضمت تشوبرا فيما بعد إلى نوكيا مكس راديو للترويج لأغنيتها السينجل الثالثة ولدعم خدمات بث الموسيقى العالمية في الهند.
أصبحت تشوبرا أول ممثلة هندية تظهر في الكتب المدرسية. وصفت حياتها في فصل بعنوان «الأسر الرحالة، والانتقال إلى أوطان مختلفة»، وهو كتاب يدرس في مدرسة «سبيرنجديلز». ويتضمن الكتاب أيضًا صورًا لعائلتها وللحظة التي توجت فيها ملكة جمال العالم في عام 2000.
و تشتهر تشوبرا بشكل بارز في الإعلام الهندي وصناعة السينما بالهند بالكفاءة المهنية  وغالبا ما يشار إليها بلقب " piggy chops "، وهو الاسم الذي أطلقه عليها النجوم المشاركين في فيلم «بلوفماستر!» أثناء تصوير الفيلم في عام 2005. على الرغم من أن تشوبرا معروفة بموقفها الودي تجاه وسائل الإعلام، فهي متحفظة في مسألة مناقشة تفاصيل حياتها الشخصية علنًا. وقد كان لديها حساب على تويتر منذ يناير/ كانون الثاني عام 2009، ولديها أكبر عدد من المتابعين لأي ممثلة هندية. موقعها على الإنترنت" iampriyankachopra.com" أصبح متاحًا على شبكة الإنترنت في أغسطس/ آب 2010.
وطبقا لما جاء على لسان السكرتير السابق براكاش جاجو، فقد وقعت تشوبرا اتفاقًا بعد شهر من الفوز بلقب ملكة جمال العالم والتي وافقت بمقتضاه على دفع له 10 في المائة من أجرها في كل فيلم لها، وعرض مسرحي، وإعلان. أنهت تشوبرا عقدها معه في عام 2003؛ بسبب تدخله السلبي في حياتها. وفي عام 2004، قام جاجو برفع دعوى في محكمة مومباي ضد تشوبرا، زاعمًا أن حقه أن يطالبها بمبلغ 13.7 مليون روبية (مما يعادل 215,090 دولارًا أمريكيًا) لأجره المعلق غير المسدد مهددًا بفضح بعض الأمور التي تتعلق بحياتها الخاصة . وبعد عدة سنوات من الشكاوى التي قدمت من قبل الطرفين، تم القبض على جاجو في عام 2008 بتهمة إرسال رسائل بذيئة لتشوبرا، وبرأت المحكمة العليا تشوبرا من الاتهامات.

## أعمالها

### أفلام
- موضة (2008)
- دوستانا (2008)
- حب مستحيل! (2010)
- دون 2 (2011)
- أغنيبات (2012)
- قصتنا (2012)
- بارفي! (2012)
- زانجير (2013)
- كريش 3 (2013)
- باي ووتش (2017)
- السماء وردية (2019)
- الخارقون الصغار (2020)

### مسلسلات
- كوانتيكو (2015 - الآن) ﴿هيئة الإذاعة الأمريكية﴾

## وصلات خارجية
- بريانكا شوبرا على موقع IMDb (الإنجليزية)
- بريانكا شوبرا على موقع روتن توميتوز (الإنجليزية)
- بريانكا شوبرا على موقع قاعدة بيانات الأفلام العربية
- بريانكا شوبرا على موقع ألو سيني (الفرنسية)
- بريانكا شوبرا على موقع ميوزك برينز (الإنجليزية)
- بريانكا شوبرا على موقع أول موفي (الإنجليزية)
- بريانكا شوبرا على موقع قاعدة بيانات الأفلام السويدية (السويدية)
- بريانكا شوبرا على موقع إن إن دي بي (الإنجليزية)
- بريانكا شوبرا على موقع أول ميوزيك (الإنجليزية)
- بريانكا شوبرا على موقع ديسكوغز (الإنجليزية)